# Ripollet
Ripollet est une commune de la province de Barcelone, dans la comarque de Vallès Occidental, en Catalogne, en Espagne.

## Géographie
La commune est située dans l'Àrea Metropolitana de Barcelona.

## Personnalités liées à la commune
- Emma Maleras (1919-2017), danseuse et chorégraphe catalane, connue dans le monde entier pour son art des castagnettes, est née à Ripollet[1];
- Joan Creus (1956-), joueur de basket-ball, est à Ripollet.